# Ermita de Nuestra Señora del Plá
La ermita de Nuestra Señora del Plá (Pllà, en catalán bajorribagorzano) es una ermita situada en la localidad española de Purroy de la Solana, en Benabarre, Huesca, Aragón.

## Historia
La ermita es de origen desconocido, pero es mencionada ya en 1730 como una ermita descuidada y antigua. En los años 60 el techo de la ermita se derrumbó y quedó abandonada. Con la ayuda de los habitantes de Purroy se pudo reconstruir en el año 2002.

### Leyenda
La leyenda cuenta que la ermita es de origen visigodo, levantada sobre un paraje al que se acudía a pedir favores relacionados con las sequías, fecundidad o descendencia. Con la llegada de los musulmanes estos construyeron un poblado en las inmediaciones de la ermita, y los habitantes de Pueyo Rojo se refugiaron cerca del castillo. Con el paso del tiempo un buey de casa Ribera que pastaba cerca de la antigua ermita se puso a escarbar sin motivo alguno diariamente, hasta que un día se dieron cuenta de que el buey había desenterrado la imagen de la Virgen del Plá. Después de repetitivos intentos por llevarla hacia la iglesia del pueblo que resultaron fallidos porque la Virgen reaparecía una y otra vez en el lugar donde había sido encontrada, se dieron cuenta de que lo que quería la Virgen era que la dejarán en el lugar que la habían encontrado, y decidieron construir un templo.